# كارمين مارتينيز
كارمين مارتينيز (بالإسبانية: Carmen Martínez Sierra)‏ هي مغنية ومغنية أوبرا وممثلة إسبانية، ولدت في 3 مايو 1904 بمدريد في إسبانيا، وتوفيت بنفس المكان في 6 نوفمبر 2012.

## وصلات خارجية
- كارمين مارتينيز على موقع IMDb (الإنجليزية)
- كارمين مارتينيز على موقع ألو سيني (الفرنسية)
- كارمين مارتينيز على موقع قاعدة بيانات الفيلم (الإنجليزية)
- كارمين مارتينيز على موقع كينوبويسك (الروسية)